# Администратор (католицизм)
Администра́тор (лат. administrator), в Римско-католической церкви — духовное лицо, управляющее соответствующими церковными структурами.

## Апостольский администратор
Апостольский администратор (лат. administrator apostolicus) — назначаемый папой римским управляющий апостольской администратурой или временно исполняющий обязанности епископа вакантной или занятой епархии, части епархии или приравненной к епархии отдельной Церкви, либо духовное лицо, наделённое полнотой церковной власти над определённой группой верующих (например, восточного обряда). Правовой статус апостольского администратора подробно устанавливается в папском постановлении о назначении на должность. Апостольский администратор для епархии назначается тогда, когда имеют место серьёзные препятствия для управления ею (например, отказ епископа от исполнения служебных обязанностей) или происходит образование новой епархии. Если апостольский администратор назначается для занятой епархии, то полномочия епархиального епископа и его генерального викария приостанавливаются.

## Епархиальный администратор
Епархиальный администратор (лат. administrator dioecesanus) — временно управляющий епархией, назначаемый коллегией консультантов либо соборным капитулом в течение восьми дней после получения известия о том, что епископская кафедра вакантна. Если в течение указанного времени избрание не осуществлено, то назначить епархиального администратора должен митрополит, а при вакантной митрополии — старший епископ-суффраган. Выбор не нуждается в подтверждении Святого Престола, поэтому епархиальный администратор немедленно получает полномочия, как только узнает о своем избрании. Он имеет права и обязанности епархиального епископа за исключением, того, что несовместимо с его статусом (например, вследствие отсутствия епископского сана) либо запрещено согласно каноническому праву. При временном управлении епархией нельзя вводить никаких нововведений («Sede vacante nihil innoventur»). Предоставлять инкардинацию и экскардинацию епархиальный администратор может только спустя год после того, как епископская кафедра стала вакантной, и лишь с одобрения коллегии консультантов или, соответственно, соборного капитула. Епархиальный администратор имеет право назначения настоятелей прихода, только если кафедра остается вакантной более года. Полномочия епархиального администратора теряют силу после вступления во владения епархией нового епископа.

## Приходской администратор
Приходской администратор (лат. administrator paroechialis) — назначенный епархиальным епископом управляющий приходом вместо приходского священника при освобождении должности настоятеля прихода из-за его смерти, отказа от руководства, его смещения или перевода на новую должность, при заключении, изгнании или ссылке настоятеля прихода, его недееспособности и во всех других случаях, препятствующих  руководству приходом. Приходской администратор обладает обязанностями и правами приходского настоятеля, если иное особо не оговорено епархиальным епископом, и во время своего служения не вводит никаких новшеств. После завершения своего служения приходской администратор должен предоставит настоятелю прихода отчёт о своей деятельности. Если приходской администратор назначен генеральным викарием, то последний должен иметь на это специальное разрешение от епархиального епископа.